# Kenneth Arrow
Kenneth Joseph Arrow (New York, 23 augustus 1921 - Palo Alto, 21 februari 2017) was een Amerikaans econoom. In 1972 won hij de prijs van de Zweedse Rijksbank voor economie samen met John Hicks.

## Biografie
Arrow volgde zijn humaniora aan de City College in New York. Hij startte de voorbereiding van zijn carrière als econoom door het behalen van de graad van Bachelor in de (Sociale) Wetenschappen en Master in de Wiskunde in 1940. In 1941 volgde hij een opleiding Wiskunde aan de Columbia-universiteit, maar stapte kort daarop, onder invloed van de econoom Harold Hotelling, over op het Departement Economie.
Zijn studies werden echter onderbroken toen de Verenigde Staten, na de aanval op Pearl Harbor, betrokken raakten bij de Tweede Wereldoorlog. Van 1942 tot 1946 diende Arrow als officier in het United States Army Air Corps, waar hij de rang van kapitein behaalde. Zijn opdracht was gericht op het vlak van wetenschappelijk onderzoek. Dit leidde tot zijn eerste verhandeling: The Optimal Use of Winds for Flight Planning.
Van 1946 tot 1949 studeerde hij verder aan de Columbia-universiteit. Tegelijkertijd was hij onderzoeksassistent van de Cowles Commission for Research in Economics, aan de Universiteit van Chicago. Aan deze universiteit was hij eveneens aangesteld als assistent-professor in de economie van 1948 tot 1949. Het werk en overleg met de andere leergierige en gedreven jonge economen en mathematici in de Cowles Commission (onder leiding van Tjalling Koopmans en Jacob Marschak), versterkte zijn economische basis. Het was eveneens een bron van inspiratie voor het schrijven van zijn eerste werken over de socialekeuzetheorie (meer bepaald Arrow's Impossibility Theorem) en Pareto-efficiëntie.
Van 1949 tot 1971 doorliep hij een veelzijdige carrière. Hij werkte als professor in de Economie en Statistiek (onder andere aan universiteiten als Stanford, Wenen en Harvard) en combineerde dit met zijn werk als onderzoeker in verschillende organisaties (zoals in het Center for Advanced Study in the Behavioral Sciences, de United States Council of Economic Advisors, en anderen).
Gedurende zijn carrière won hij verscheidene prestigieuze prijzen zoals de John Bates Clark Medal in 1957, de Von Neumann Theory Prize in 1986 en de National Medal of Science in 2004. Op de leeftijd van 51 ontving hij zijn bekendste en hoogste onderscheiding: de Prijs van de Zweedse Rijksbank voor economie in 1972 (beter bekend als de Nobelprijs voor de Economie), die hij deelde met John Richard Hicks, voor hun bijdrage aan de general economic equilibrium theory en welfare theory. Tot nu toe is hij de jongste econoom die ooit deze prijs ontving.
- Bibsys: 90068852
- Biblioteca Nacional de España: XX992399
- Bibliothèque nationale de France: cb12277447p (data)
- Catàleg d'autoritats de noms i títols de Catalunya: 981058518352606706
- CiNii: DA00113470
- DBLP: 37/6965
- Gemeinsame Normdatei: 118986856
- International Standard Name Identifier: 0000 0001 2144 6683
- Library of Congress Control Number: n79074306
- Nationale Bibliotheek van Letland: 000011172
- Mathematics Genealogy Project: 51175
- Bibliotheek van het Japanse parlement: 00431773
- Nationale Bibliotheek van Tsjechië: jn19990000274
- Nationale bibliotheek van Australië: 35008587
- Nationale Bibliotheek van Israël: 987007257958005171
- Nationale Bibliotheek van Polen: a0000003062465
- Nationale en Universitaire bibliotheek Zagreb: 000096225
- Nederlandse Thesaurus van Auteursnamen: 068217366
- Réseau des bibliothèques de Suisse occidentale: 02-A011921057
- Istituto Centrale per il Catalogo Unico: MILV000439
- LIBRIS: 307433
- SNAC: w66x06jn
- Système universitaire de documentation: 031589421
- Trove: 139958
- Virtual International Authority File: 97632349
- WorldCat: E39PBJxMjk6CGTPkQM9c7QyGHC

1969: Frisch, Tinbergen ·
1970 : Samuelson ·
1971: Kuznets ·
1972: Hicks, Arrow ·
1973: Leontief ·
1974: Myrdal, Hayek ·
1975: Kantorovitsj, Koopmans ·
1976: Friedman ·
1977: Ohlin, Meade ·
1978: Simon ·
1979: Schultz, Lewis ·
1980: Klein ·
1981: Tobin ·
1982: Stigler ·
1983: Debreu ·
1984: Stone ·
1985: Modigliani ·
1986: Buchanan ·
1987: Solow ·
1988: Allais ·
1989: Haavelmo ·
1990: Markowitz, Miller, Sharpe ·
1991: Coase ·
1992: Becker ·
1993: Fogel, North ·
1994: Harsanyi, Nash, Selten ·
1995: Lucas ·
1996: Mirrlees, Vickrey ·
1997: Merton, Scholes ·
1998: Sen ·
1999: Mundell ·
2000: Heckman, McFadden ·
2001: Akerlof, Spence, Stiglitz ·
2002: Kahneman, Smith ·
2003: Engle, Granger ·
2004: Kydland, Prescott ·
2005: Aumann, Schelling ·
2006: Phelps ·
2007: Hurwicz, Maskin, Myerson ·
2008: Krugman ·
2009: Ostrom, Williamson ·
2010: Diamond, Mortensen, Pissarides ·
2011: Sims, Sargent ·
2012: Roth, Shapley  ·
2013: Fama, Hansen, Shiller  ·
2014: Tirole  ·
2015: Deaton  ·
2016: Hart, Holmström ·
2017: Thaler ·
2018: Nordhaus, Romer ·
2019: Banerjee, Duflo, Kremer ·
2020: Milgrom, Wilson ·
2021: Imbens, Angrist, Card ·
2022: Bernanke, Diamond, Dybvig ·
2023: Goldin ·
2024: Acemoglu, Johnson, Robinson